# Tydal
Tydal is een gemeente in de Noorse provincie Trøndelag.
De gemeente telde 861 inwoners in januari 2017.
Tydal beslaat 1330 km² en is daarmee de grootste gemeente in de provincie Sør-Trøndelag. Bergen, watervallen en de rivieren Nea, Nidelva – die uitmondt in de Trondheimfjord – en Tya zorgen voor een imponerende coulisse. Het meest opvallende berggebied is Sylan.

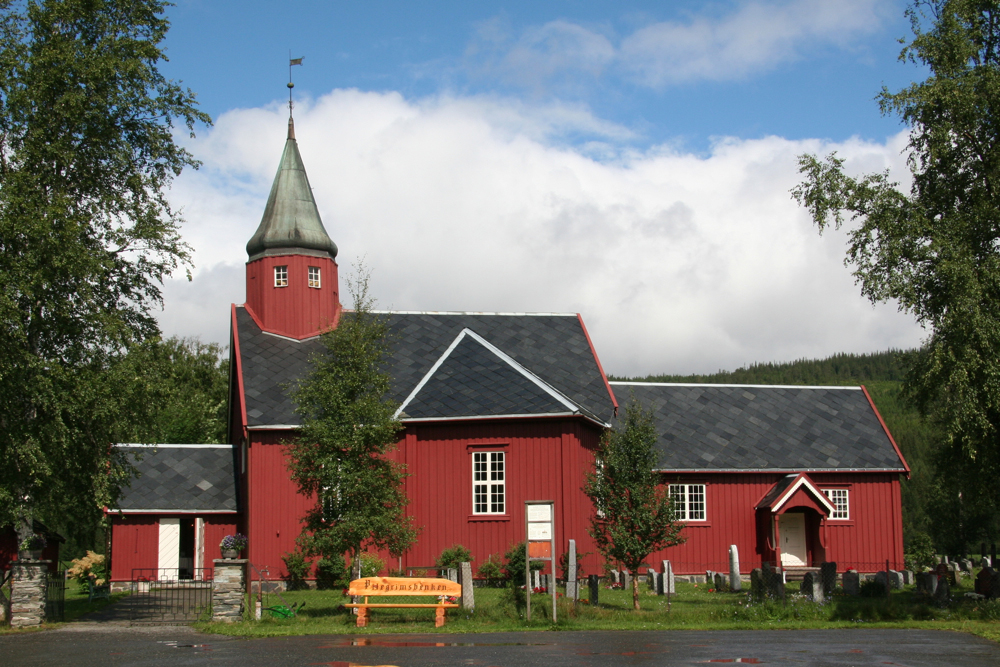
kerk van Tydal

Tydal ligt op 260 meter boven zeeniveau, de hoogste bergtop is 1762 meter hoog. Tydal is halverwege Røros en Trondheim te vinden, met fylkesvei 705 als belangrijkste verbindingsweg. De luchthaven Værnes bij Trondheim ligt op ruim een uur rijden. Er zijn dagelijks busverbindingen van zowel Trondheim, de luchthaven als vanaf Røros. Het gemeentelijke centrum is Ås. Andere dorpen zijn Græsli, Aune en Stugudal.
De 900 inwoners verdienen hun geld vooral in de land- en bosbouw, de energieproductie en in het toerisme.
Åfjord · Flatanger · Frosta · Frøya · Grong · Heim · Hitra · Holtålen · Høylandet · Inderøy · Indre Fosen · Leka · Levanger · Lierne · Malvik ·  Melhus · Meråker · Midtre Gauldal · Nærøysund · Namsos · Namsskogan · Oppdal · Orkland · Ørland · Osen · Overhalla · Rennebu · Rindal · Røros · Røyrvik · Selbu · Skaun · Snåsa · Steinkjer · Stjørdal · Trondheim · Tydal · Verdal

Fylker van Noorwegen